# Wilson Boit Kipketer
Wilson Boit Kipketer (6 oktober 1973) is een Keniaanse middellange- en langeafstandloper. Hij is het meest bekend om zijn prestaties op de 3000 m steeple. In 1997 werd hij wereldkampioen op dit onderdeel. In datzelfde jaar brak hierop tijdens een wedstrijd in Zürich met een tijd van 7.59,08 het wereldrecord.

## Loopbaan
In 2000 won Kipketer een zilveren medaille op de Olympische Spelen van Sydney.
Op 6 mei 2007 maakte hij zijn marathondebuut op de marathon van Düsseldorf. Hij trainde samen met zijn landgenoot Wilfred Kigen, die in 2005 en 2006 de marathon van Frankfurt won. Hij finishte als zevende in 2:15.21.
Wilson Boit Kipketer is geen familie van de 800 meterloper Wilson Kipketer, die voor Denemarken uitkwam.

## Titels
- Wereldkampioen 3000 m steeple - 1997

## Persoonlijke records
| Onderdeel      | Prestatie       | Datum            | Plaats    |
| -------------- | --------------- | ---------------- | --------- |
| 2000 m         | 5.02,1          | 16 juli 1997     | Nice      |
| 3000 m         | 7.33,96         | 16 juli 1997     | Nice      |
| 10.000 m       | 28.43,89        | 15 juni 1997     |           |
| 3000 m steeple | 7.59,08 (ex-WR) | 13 augustus 1997 | Zürich    |
| marathon       | 2:11.07         | 25 oktober 2009  | Frankfurt |

## Palmares

### 3000 m
- 1998: 4e Doha Meeting - 7.44,12
- 1998:  Adriaan Paulen Memorial- 7.36,05
- 1998: 5e Vittel Meeting in Villeneuve d'Ascq-Lille - 7.36,81

### 3000 m steeple
Kampioenschappen
- 1997:  WK - 8.05,84
- 1999:  WK - 8.06,04
- 1999:  Afrikaanse Spelen - 8.41,33
- 1999:  Grandprix - 8.08,28
- 2000:  OS - 8.21,77
- 2002:  Wereldbeker - 8.25,34
- 2002:  Afrikaanse kamp. - 8.20,92
- 2002:  Afrikaanse Militaire Spelen - 8.27,0

Golden League-podiumplekken
- 1998:  Herculis – 8.04,97
- 1998:  Weltklasse Zürich – 8.08,62
- 1999:  Memorial Van Damme – 8.07,10
- 2000:  Weltklasse Zürich – 8.11,19
- 2001:  Meeting Gaz de France – 8.08,13
- 2001:  Bislett Games – 8.12,63
- 2001:  Herculis – 8.01,73

### 5000 m
- 2003:  Third AK Weekend Track Meeting in Nakuru - 13.59,2

### 10 km
- 2000:  Corsa di San Silvestro Boclassic in Bolzano - 28.46

### marathon
- 2007: 7e marathon van Düsseldorf - 2:15.23
- 2007: 16e marathon van Frankfurt - 2:13.08
- 2008: 18e marathon van Hamburg - 2:14.50
- 2008: 16e marathon van Frankfurt - 2:14.05
- 2009: 11e marathon van Frankfurt - 2:11.07

### veldlopen
- 1998: 5e WK veldlopen (lange afstand) - 34.38

1983 Patriz Ilg ·
1987 Francesco Panetta ·
1991 Moses Kiptanui ·
1993 Moses Kiptanui ·
1995 Moses Kiptanui ·
1997 Wilson Boit Kipketer ·
1999 Christopher Koskei ·
2001 Reuben Kosgei ·
2003 Saif Saaeed Shaheen ·
2005 Saif Saaeed Shaheen ·
2007 Brimin Kipruto ·
2009 Ezekiel Kemboi ·
2011 Ezekiel Kemboi ·
2013 Ezekiel Kemboi ·
2015 Ezekiel Kemboi ·
2017 Conseslus Kipruto ·
2019 Conseslus Kipruto ·
2022 Soufiane El Bakkali ·
2023 Soufiane El Bakkali